# Bernardo Escudero y Reguera
Bernardo F. Escudero y Reguera, (Gijón, España *¿? - † 1881). Fue un militar y escritor español. Durante su juventud sirvió en el Ejército Real del Perú entrando luego al servicio de la República siendo hombre de confianza del Mariscal Agustín Gamarra. Tras la caída del partido de Gamarra en 1834 regresó a España donde ejerció algunos cargos públicos y alcanzó notoriedad por sus artículos en materia económica.

## Primeros años
Nació en Gijón a comienzos del siglo XIX, en 1820 era estudiante en la universidad de Oviedo cuando se produjo la revolución del general Rafael Riego en Sevilla de la cual tomó parte abandonando sus estudios y formando en el Batallón de Literarios, continuando su carrera militar pasó luego al virreinato del Perú como oficial del arma de ingeniería.

## Carrera militar en el Perú
En 1824, con el rango de capitán, se desempeñaba como ayudante del general Gerónimo Valdés a cuyas órdenes combatió en la batalla de Ayacucho. Tras la capitulación realista fue de los españoles que se quedaron en el Perú y entraron a servir en el ejército republicano. Bajo la protección del general Agustín Gamarra desarrolló una rápida carrera militar ostentando el rango de coronel en 1829. Durante esos años publicó su obra titulada Diario de la última campaña del ejército español en el Perú en 1824 que terminó en la batalla de Ayacucho.
Tras la primera presidencia de Gamarra (1829-1833) sucedida por la del general Orbegozo y ante el intento del saliente mandatario de imponer por la fuerza como su sucesor al candidato del partido de gobierno, general Pedro Pablo Bermúdez, se inició en Arequipa una revolución acaudillada por el general Domingo Nieto. El coronel Bernardo Escudero formaba parte de las tropas gamarristas que bajo del mando del general San Román atacaron la ciudad de Arequipa siendo derrotados primero en el combate de Miraflores pero obteniendo la victoria en el de Cangallo el cual San Román había dado por perdido retirándose precipitadamente pero el coronel Escudero acompañado de algunos otros oficiales subalternos logró reorganizar a sus soldados dispersos y volver al ataque obligando a Nieto a evacuar Arequipa con dirección a Arica.
La ocupación de Arequipa por las tropas de Gamarra estuvo dirigida por el coronel Escudero quien más tarde fue negociador por parte de Gamarra ante Nieto que se encontraba atrincherado en Arica. Fue durante su estancia en Arequipa que Escudero conoció a la escritora francesa Flora Tristán quien lo describe en su obra y refiera la atracción que sintió por él.
El fracaso de las negociaciones de Arica, el levantamiento del pueblo arequipeño contra los gamarristas y el triunfo del partido de Orbegozo significaron la derrota de Gamarra y el fin de la carrera militar del coronel Bernardo Escudero en el ejército peruano. Escoltando a la esposa del mariscal, la famosa doña Pancha, se dirigió a Islay de donde pasó a Lima para luego acompañarla en su destierro en Chile, donde la asistió hasta su muerte en 1835. En su testamento la mariscala Gamarra había regalado a Escudero las joyas que había llevado consigo como muestra de gratitud.

## Regreso a España
Rechazando las propuestas de Domingo Nieto y el presidente de Bolivia Andrés de Santa Cruz para unirse a sus respectivos ejércitos, Bernardo Escudero regresó a España donde llevó una vida de escritor dedicada a la publicación de artículo de economía, en la década de 1840 trabajó como administrador de rentas reales en Castropol donde también desarrolló funciones de profesor particular. Mantuvo correspondencia y colaboró con el general venezolano Juan José Flores en su tentativa de instaurar un Reino de Ecuador con cabeza en el joven Agustín Muñoz de Borbón-Dos Sicilias, hijo del segundo matrimonio de la reina María Cristina. Entre 1859 y 1863 fue alcalde de su ciudad natal, Gijón. Publicó varios artículos en la prensa local en especial en el diario El Porvenir Asturiano. Fue hombre muy versado en cuestiones de carácter económico, en lo que alcanzó extenso crédito y el reconocimiento de sus méritos por los hombres más descollantes de la política española en esa época. Falleció en mayo de 1881.